# Кушугум (річка)
Кушугум — річка в Україні, в межах Запоріжжя та Запорізького району Запорізької області, один з рукавів річки Кінська, який до створення Каховського водосховища протікав по зовнішньому кордону Великого Лугу до Дніпра. Таку ж назву мало урочище і озеро, де протікала й куди впадала річка.

## Назва
Назва річки Кушугум складається з двох тюркських (кримськотатарських) слів «кучук» — дрібниця і «кум» — пісок, тобто «дрібний пісок».

## Географія
Річка Кушугум бере початок на території Південного житлового масиву міста Запоріжжя. Протяжність річки — 15 км, ширина її коливається від декількох метрів до метру. Русло річки пролягає територію Південного мікрорайону і сполучає декілька озер: Кривий Кушугум, Пляшка та Кушугум. Впадає в Каховське водосховище.

## Історія
До створення Каховського водосховища та забудови Запоріжжя, слугувала південно-східною межею Великого Лугу й Хортиці. Була притокою річки Мокра Московка. З'єднувалася з основним річищем Дніпра численними протоками: Закутна, Бандура, Мірошник, Домаха. Впадала у річку Кінську, поблизу села Скельки, утворюючи озера Дурний Лиман та Кушугумське.
Про місцевість, де нині місто Запоріжжя, 96-річний дід Нагірний у 1884 році розказував Якову Новицькому, між іншим, таке:
|  | Там, де річка Московка впадає в Дніпро, від неї одбивається протока, що сполучається з Дніпром і відразу ж відходить од нього в ліву руку. Та протока зветься Кушугумом. Відмежувавшись од Московки й Дніпра, Кушугум тече до німецької колонії Шенвіза, а далі попід степовими горами на південь до злиття з річкою Кінською. Ширина Кушугуму невелика, але глибина за весняної повіді сягає трьох сажнів, так що в нього заходять навіть берлини з вантажем. У першу повінь (березень) вода з Московки тече Кушугумом до Дніпра, а за другої (квітень-травень) Кушугумом тече Дніпрова вода. Восени Кушугум подекуди пересихає й поділяється на плеса. |

Зі спогадів відомого українського істормка Якова Новицького:
|  | ...я побачив невеличку річку Кушугум, що виходила з ріки Мокра Московка, яка впадала в ріку Конку під селом Скельками, після п'ятдесяти верст течії.... |

У червні 2023 року, через підрив Каховської ГЕС, суттєво знизився рівень води в річці, вода відійшла від берегів на декілька метрів. Станом на липень 2023 року колись глибоководна річка Кушугум, в селищах Кушугум та Балабине, наразі суттєво обміліло. Наразі вода подекуди продовжує відходити, але частково русло річки устаткувалося. Дно річки Кушугум продовжує осушуватися з утворенням островів й нових рельєфів.